# Неманя Милисавлевич
Неманя Милисавлевич (на сръбски: Немања Милисављевић) е сръбски футболист, играещ като крило и ляв защитник. Роден е на 1 ноември 1984 г. в град Брус, бивша Югославия.

## Кариера
Милисавлевич започва да играе футбол като юноша в сръбския ФК Рад (Белград). Дебютира в професионалния футбол през 2003 г. като играч на ФК Раднички (Ниш). След това играе в ОФК Београд, ФК Работнички, ФК Вардар, ФК Васлуй, ФК Рапид Букурещ, Лудогорец (Разград) и ЦСКА (София).

## Успехи
- Носител на купата на Македония: 2008
- Шампион на България: 2012-2013
- Сребърен и бронзов медалист с Берое(Стара Загора)